# 有田駅
有田駅（ありたえき）は、佐賀県西松浦郡有田町本町丙にある、九州旅客鉄道（JR九州）・松浦鉄道の駅である。
本稿では、日本貨物鉄道（JR貨物）のコンテナ集配基地の有田オフレールステーションについても記述する。

## 概要
JR九州の佐世保線と、松浦鉄道の西九州線の2路線が乗り入れており、このうち西九州線は当駅を起点としている。佐世保線・西九州線ともに全旅客列車が停車する。
西九州線はかつての日本国有鉄道（国鉄）→JR九州松浦線で、1987年3月31日まで当駅は国鉄の単独管理駅であったが、同年4月1日の国鉄分割民営化により旅客営業はJR九州、貨物営業はJR貨物が継承。さらに1988年4月1日に松浦線が松浦鉄道に移管され、現在のJR九州・JR貨物・松浦鉄道の3社による共同使用駅の形となった。JR貨物は佐世保線の当駅まで第二種鉄道事業の免許を保持していたが、貨物列車の運行が無くなったこともあり、2022年9月23日付で事業を廃止したため、JR貨物の鉄道駅ではなくなった。
佐世保線の駅としては佐賀県最西端で、当駅と隣の三河内駅の間にある西有田信号場から少し三河内駅寄りに行ったところに佐賀・長崎の県境がある。
松浦鉄道、JR九州の普通列車、特急みどり、ハウステンボス、特急36ぷらす3、特急ふたつ星4047が基本的に全列車が停車。毎年4月29日から5月5日に開催される有田陶器市の多忙期では特急有田陶器市みどり、快速有田陶器市号が運転するほか、九十九島みどり号も運転される。

## 歴史

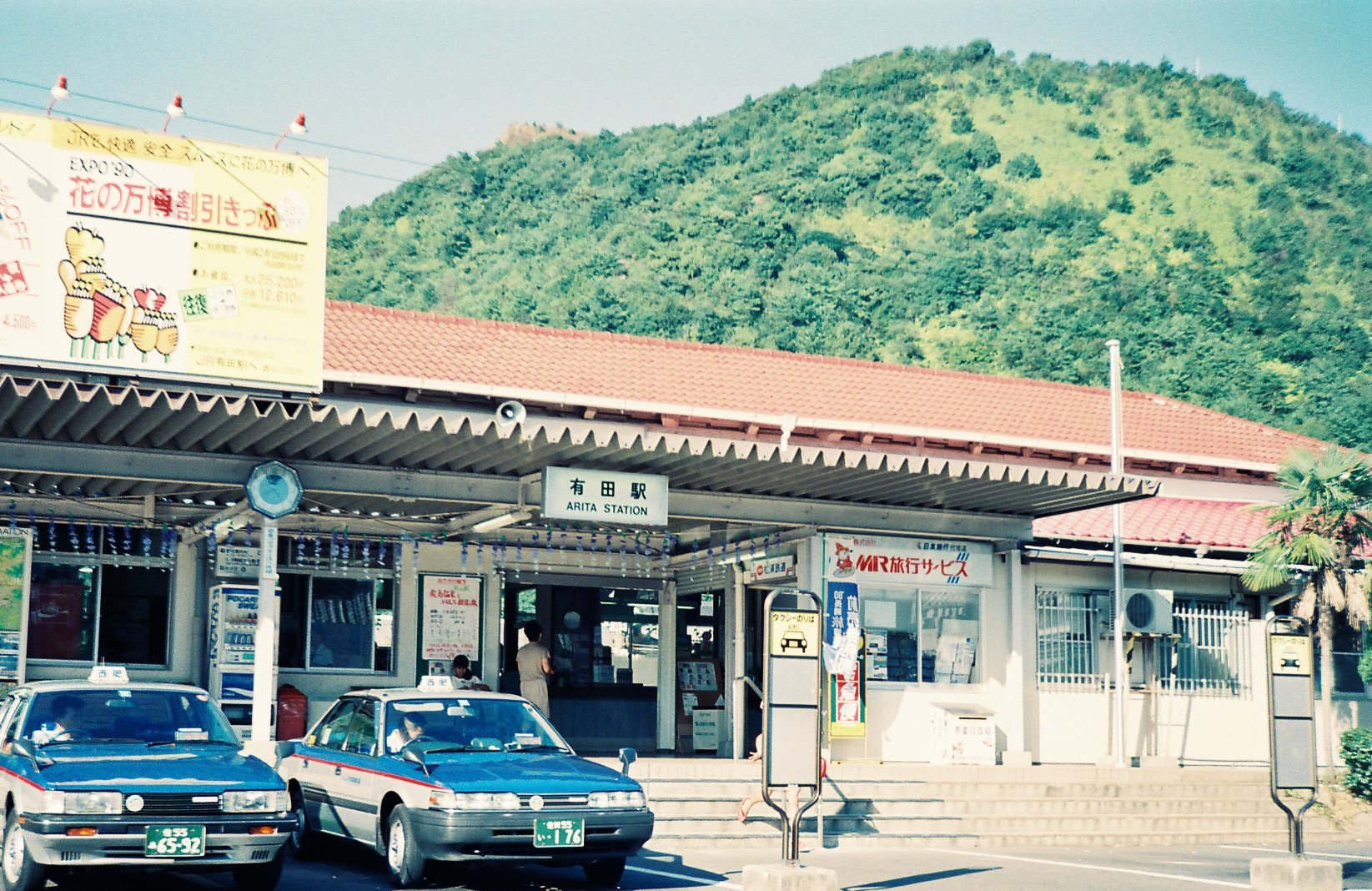
改築前の旧駅舎（1990年8月）

- 1897年（明治30年）7月10日：九州鉄道長崎線の駅として開業[2]。
- 1898年（明治31年）
  - 8月7日：伊万里鉄道線が開業[6]。
  - 12月28日：伊万里鉄道線が九州鉄道に譲渡[6]。
- 1907年（明治40年）7月1日：九州鉄道の国有化により帝国鉄道庁の駅となる[6]。
- 1909年（明治42年）10月12日：国有鉄道線路名称の制定により長崎本線と伊万里線の駅となる。
- 1934年（昭和9年）12月1日：長崎本線のルート変更に伴い、旧ルートのうち当駅を含む肥前山口駅（現在の江北駅） - 早岐駅間は従来の佐世保線（早岐駅 - 佐世保駅間）と統合し佐世保線となる。
- 1945年（昭和20年）3月1日：伊万里線（当駅 - 肥前吉井駅（現在の吉井駅）間）と松浦線（肥前吉井駅 - 佐世保駅間）が松浦線として統合され、当駅は松浦線の起点となる。
- 1976年（昭和51年）10月23日：第31回国民体育大会開催に合わせて昭和天皇のお召し列車が、佐賀駅 - 有田駅間で運行[7]。
- 1985年（昭和60年）3月14日：荷物の取扱を廃止[6]。
- 1986年（昭和61年）3月29日：みどりの窓口を設置[8]。
- 1987年（昭和62年）4月1日：国鉄分割民営化によりJR九州・JR貨物が継承[6]。
- 1988年（昭和63年）4月1日：JR九州松浦線が西九州線として松浦鉄道に転換される[9]。
- 1994年（平成6年）12月3日：寝台特急「さくら」が停車を開始し、当駅はすべての定期旅客列車の停車駅となる。
- 1996年（平成8年）
  - 3月16日：貨物列車の設定廃止[6]。
  - 6月12日：「世界・焱の博覧会」開催（同年7月 - 10月）に合わせ駅舎を改築[10]。
- 2022年（令和4年）9月23日：JR貨物の駅が廃止される[5]。有田オフレールステーションのみ、コンテナ集配基地として存続。観光特急「ふたつ星4047」が運行を開始し、停車駅となる。
- 2024年（令和6年）10月3日：佐世保線でICカード「SUGOCA」の利用を開始[11][12]。

## 駅構造
単式ホーム1面1線と島式ホーム1面2線、合計2面3線のホームを持つ地上駅。1・2番線をJRが、3番線を松浦鉄道が使用している。
駅舎は駅の南西側（JR下り列車から見て左側）にあり、共用の改札口を挟んでJR九州と松浦鉄道の駅が別々に設けられている。JR駅はJR九州サービスサポートが業務を行う業務委託駅で、みどりの窓口が設置されている。2・3番線ホームにも自動券売機が設置され、JR券を販売している。松浦鉄道の駅は松浦鉄道の有人駅である。
駅の営業時間はJRが7:30 - 15:00、松浦鉄道が9:00 - 18:00である（双方とも休止時間あり）。JRの普通列車の大半と松浦鉄道の全列車でワンマン運転を行っているが、JRの列車は駅の営業時間内は駅での精算、営業時間外は車内精算となる。また松浦鉄道ではnimoca（SUGOCAなどの相互利用可能ICカードを含む）の利用が可能であるが駅構内には対応機器はなく、列車内のカードリーダーにタッチすることで精算を行う。
駅のやや西側に地下道があり駅の裏側に通じているが、駅裏側にはロータリーなどの施設は設けられていない。

### のりば
| のりば   | 路線                              | 方向 | 行先                       | 備考                                 |
| -------- | --------------------------------- | ---- | -------------------------- | ------------------------------------ |
| JR九州   |                                   |      |                            |                                      |
| 1        | ■佐世保線                         | 下り | 早岐・佐世保方面           | 佐世保方面は原則として早岐で乗換     |
| 1        | □特急「みどり」「ハウステンボス」 | 下り | 佐世保・ハウステンボス方面 | 併結列車は早岐で分割                 |
| 2        | ■佐世保線                         | 上り | 江北・佐賀・鳥栖方面       |                                      |
| 2        | □特急「みどり」「ハウステンボス」 | 上り | 佐賀・鳥栖・博多方面       |                                      |
| 松浦鉄道 |                                   |      |                            |                                      |
| 3        | ■松浦鉄道西九州線                 |      | 伊万里方面                 | 松浦・たびら平戸口方面は伊万里で乗換 |

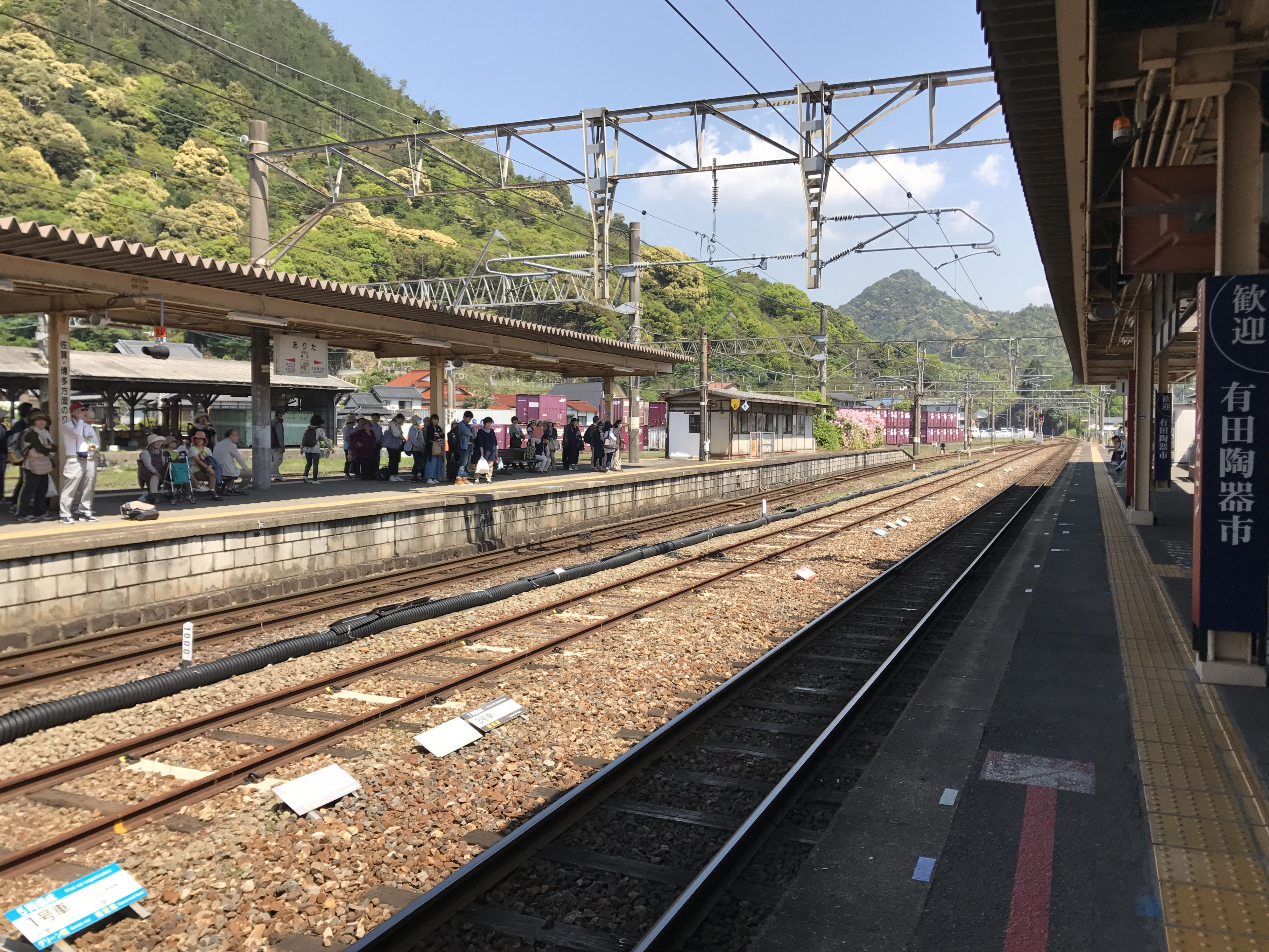
JR九州のホーム（2017年4月）
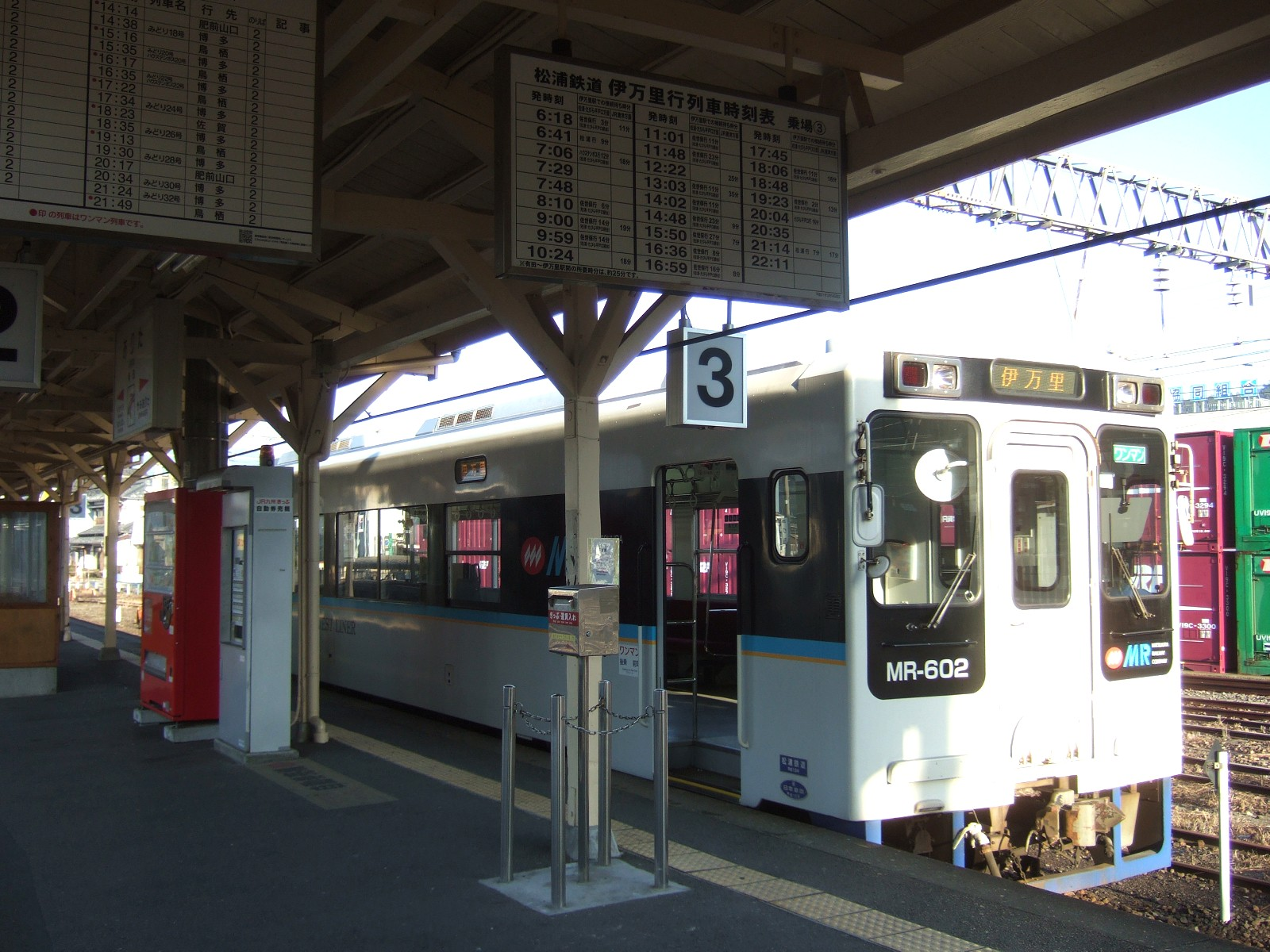
3番のりば（松浦鉄道使用）JRの自動券売機と集札箱がある。

## 有田オフレールステーション
有田オフレールステーション（略称：有田ORS）は、有田駅構内北側にあるコンテナ集配基地である。しかし佐世保線におけるJR貨物の第二種鉄道事業免許が2022年に廃止されたため貨物駅ではなくなっており、貨物列車の発着もない。
コンテナ貨物（12フィートコンテナ）のみを取り扱っており、2014年3月改正時点では貨物列車代替のトラック便が有田ORSと鍋島駅との間で1日17.5往復（当駅発が17本）運行されている。
1996年（平成8年）3月までJR貨物有田駅は貨物列車の発着があったが、廃止され自動車代行駅となった。なお、2006年（平成18年）4月より、コンテナ基地の名称がオフレールステーションとなり、前述のように2022年に貨物駅としても廃止されたことで、かつてのコンテナセンターと同様の位置づけの施設となった。

## 駅弁
2007年の有田陶器市に合わせて同年の4月より駅弁の販売が開始された。有田駅前に店を構えている「創ギャラリーおおた」（本店は有田町内の別の場所にある）が製造する「有田焼カレー」が人気で、2008年5月2日の「ランキンの楽園」（毎日放送）の中で放送された「ギャル曽根が食べまくって決める 全国47都道府県 激うま駅弁ランキン」で1位に選ばれるなどテレビの全国放送で紹介されることも多い。「九州の駅弁ランキング」では第7回大会（2010年度）は初エントリーで優勝。その後も第8回は2位、第9回は3位と上位の常連となっている。
主な駅弁は下記の通り。
- 有田焼カレー大
- ポムポムプリン有田焼カレー
- 有田焼カレー小

## 利用状況
- JR九州 - 2023年度の1日平均乗車人員は701人である[15]
- 松浦鉄道 - 2023年度の1日平均乗車人員は258人である[16]。

| 年度   | 1日平均乗車人員 | 1日平均乗車人員 |
| 年度   | JR九州          | 松浦鉄道        |
| ------ | --------------- | --------------- |
| 2000年 | 948             | 566             |
| 2001年 | 899             | 481             |
| 2002年 | 854             | 508             |
| 2003年 | 826             | 521             |
| 2004年 | 785             | 429             |
| 2005年 | 763             | 458             |
| 2006年 | 763             | 402             |
| 2007年 | 796             | 395             |
| 2008年 | 814             | 375             |
| 2009年 | 804             | 312             |
| 2010年 | 810             | 353             |
| 2011年 | 810             | 352             |
| 2012年 | 853             | 353             |
| 2013年 | 928             | 393             |
| 2014年 | 939             | 384             |
| 2015年 | 911             | 389             |
| 2016年 | 888             | 352             |
| 2017年 | 877             | 352             |
| 2018年 | 858             | 376             |
| 2019年 | 838             | 351             |
| 2020年 | 643             | 281             |
| 2021年 | 645             | 293             |
| 2022年 | 691             | 284             |
| 2023年 | 701             | 258             |

有田陶器市期間中は有田駅・上有田駅を約11万人が利用し、臨時列車も多く増発されている。日常の利用では、普通列車は上記にもある通り当駅は県境の駅であるため、乗客の入れ替わりが多い。特急列車は佐賀駅や博多駅へ向かう客が多いが、当駅から佐世保駅・ハウステンボス駅までの自由席特急券がともに500円のため、佐世保・ハウステンボス方面の特急を利用する客も少数ながら見られる。
なお、当駅発着の「2枚きっぷ」は設定されていないので、利用の際には佐世保駅発着の切符を窓口で買うことになる。ただし福岡市内～佐世保の「2枚きっぷ」の購入のみは自動券売機で可能。

## 駅周辺
駅前には多くの商店が並ぶ。
- 有田町東出張所
- KILN ARITA - 駅から徒歩1分の所にある複合観光施設。駅構内にあった観光案内所の機能を引き継いでいる。
- 有田町立有田中部小学校
- 佐賀県立有田工業高校
- 佐賀県立九州陶磁文化館
- 佐賀大学有田キャンパス（旧・佐賀県立有田窯業大学校）
- 佐賀銀行有田支店・有田駅前支店・西有田出張所 - かつて当駅から至近距離に有田駅前支店があったが、2021年11月8日に有田町東出張所に併設して、この3支店・出張所が同一建物で営業する形の新店舗がオープンした[19]。旧有田駅前支店に比べると距離はやや離れている。
- 伊万里市農業協同組合有田支所
- 有田町有田内山伝統的建造物群保存地区

## バス路線
有田町のコミュニティバスの運行上の拠点となっており、駅前バスのりばから町内各方面へのバスが発着している。かつては西肥バスの有田駅前バス停も設けられていたが、2022年3月23日限りで最後まで運行されていた佐世保 - 有田駅前線（末期は平日のみ1往復の運転であった）が運行終了したことに伴い、西肥バスのバス停は廃止された。

### 有田町コミュニティバス
平日運行路線
- 東西線
  - 福祉保健センター - 三代橋/柿右衛門入口 - 有田駅前 - 有田小学校前 （- 有田ダム入口） - 上有田駅入口 - 石場前 - 中樽二丁目 - 泉山 - 上有田駅入口 （- 有田ダム入口） - 有田小学校前 - 有田駅前 - 三代橋/柿右衛門入口 - 福祉保健センター（第①便～第⑥便）
  - 福祉保健センター - 三代橋 - 有田駅前 - 有田小学校前 - 上有田駅入口 - 石場前 - 中樽二丁目（第⑦便）

- 南北線
  - 福祉保健センター - みどり坂タウンQ - 応法 - 赤坂団地西口 - 外尾山西 - 有田駅前 - 有田工高前 - 有田大野 - 戸矢南 - 有田大野 - 有田工高前 - 戸杓東 - 有田駅前 - 外尾山西 - 赤坂団地西口 - 応法 - みどり坂タウンQ - 福祉保健センター （第②便、第③便）
  - 福祉保健センター - みどり坂タウンQ - 応法 - 赤坂団地西口 - 外尾山西 - 有田駅前 - 戸杓東 - 有田工高前 - 有田大野 - 戸矢南 - 有田大野 - 有田工高前 - 有田駅前 - 外尾山西 - 赤坂団地西口 - 応法 - みどり坂タウンQ - 福祉保健センター （第④便～第⑥便）

土日祝運行路線
- 東方線
  - 有田駅前 - 有田小学校前 - 上有田駅入口 - 石場前 - 馬乗場峠 - 中樽二丁目 - 泉山 - 上有田駅入口 - 有田小学校前 - 有田駅前 （第①便～第⑥便）
  - 有田駅前  - 上有田駅入口 - 石場前 - 馬乗場峠 - 中樽二丁目 （第⑦便）

- 西方線
  - 有田駅前 - 黒牟田入口 - 柿右衛門入口 - 歴史と文化の森公園 - みどり坂タウンQ - 黒牟田 - 有田焼卸団地 - 赤坂団地東口 - 外尾山 - 有田駅前 （第①便、第③便）
  - 有田駅前 - 黒牟田入口 - 柿右衛門入口 - 三代橋駅入口 - みどり坂タウンQ - 黒牟田 - 有田焼卸団地 - 赤坂団地東口 - 外尾山 - 有田駅前 （第②便）

- 南方線
  - 有田駅前 - 有田工高前 - 桑古場 - 有田大野 - 戸矢南 - 有田ポーセリンパーク - 戸矢南 - 有田大野 - 桑古場 - 有田工高前 - 有田駅前

## 隣の駅
九州旅客鉄道（JR九州）
■佐世保線
- 特急「みどり」「ハウステンボス」停車駅
- 観光列車「36ぷらす3」停車駅
- 「ふたつ星4047」停車駅

上有田駅 - 有田駅 - （西有田信号場） - 三河内駅
松浦鉄道
■西九州線
有田駅 - 三代橋駅